# Welaka
Welaka är en kommun (town) i Putnam County i Florida. Vid 2010 års folkräkning hade Welaka 701 invånare.